# شريف خدام
شريف خدام مغني وشاعر وملحن أمازيغي جزائري  ولد في يناير سنة 1927 بقرية أيت بومسعود ولاية تيزي وزو شرق الجزائر العاصمة عرف بآداءه الأغنية الوطنية الداعية للوحدة وحب الوطن الجزائري.يعتبر خدام من المطربين الشعبيين و المحترمين على الصعيدين الوطني والخارجي بالرغم من الغربة الطويلة في فرنسا إلا أنه لم يتنكر يوما لوطنيته وجزائريته وانتمائه لوطنه وأمازيغيته.

## ألبوماته
له عدة ألبومات أصدرها منذ الاستقلال أشهرها ألبومه دزاير نثمورث ومعناه الجزائر وطني والذي لاقى نجاحا باهرا في الجزائر وما زال مسموعا إلى الآن ويذاع في الاذاعات والتلفزيون الجزائري بانتظام كل مناسبة.

## وفاته
توفي في 23 يناير 2012 في باريس ونقل جثمانه إلى مسقط رأسه في تيزي وزو ليدفن هناك.

## روابط خارجية
- شريف خدام على موقع IMDb (الإنجليزية)
- شريف خدام على موقع ديسكوغز (الإنجليزية)
- شريف خدام على موقع قاعدة بيانات الفيلم (الإنجليزية)